# Льюис, Эммануэль
Эммануэль Льюис (род. 9 марта 1971) — американский актёр, известный по главной роли в комедийном сериале 1980-х годов «Уэбстер».

## Ранние годы
Родился в 1971 году в Нью-Йорке. Его матерью был Маргарет Льюис, специалист в области компьютерных наук. Также у Эммануэля было четверо братьев и сестёр. Мальчик посещал государственную школу в Бруклине, пока не попал в Голливуд. Льюис окончил среднюю школу в Мидвуде в 1989 году, а в 1997 году получил степень бакалавра в Университете Кларка в Атланте.
Его актёрская карьера началась, когда его друг-актёр спросил, хочет ли он тоже заниматься этим делом. Друг предложил, чтобы мать Эммануила обратилась в агентство Schuller Talent Agency, которое занимается одарёнными детьми для телевизионных рекламных роликов. Они сочли, что лицо Льюиса в детстве подходило для рекламы. Эммануэль подписал контракт с агентством в тот же момент, когда его увидели агенты, и вскоре он появился в рекламных роликах фруктового сока, автомобилей, аудиотехники, клея, супа, игрушек, кофе, пудинга, пиццы и Burger King.
Он снялся в 50 или 60 рекламных роликов, в том числе для Campbell's Soup и Life Cereal Campbell и 4 Burger King. Его рекламу Colgate можно увидеть в фильме «Splash», когда Мэдисон (русалка) отправляется в торговый центр (его можно увидеть на телевизорах в фоновом режиме).
Льюис занимается тхэквондо. Он является активным масоном 33-й степени шотландского обряда и бывшим Главнокомандующим Консистории Атланта за № 24 штата Джорджия.

## Карьера
Первая работа Эммануэля не была связана с рекламой, он сыграл «Мальчика-поводыря» на Нью-Йоркском фестивале Шекспира Джозефа Паппа «Сон в летнюю ночь». Эммануэль также принимал участие в таких телевизионных ток-шоу, как «The Tonight Show» и «The Phil Donahue Show», но «Вебстер» был первой главной ролью Эммануэля в сериале.
Эммануэль стал популярен не только в Америке, но и в Японии, где его песня «City Connection» заняла второе место в чарте Oricon. Он также снял телевизионный фильм для японского телевидения под названием «Самурай в Нью-Йорке». С роли в телесериале «Вебстер» Льюис был номинирован на четыре премии «Лучший молодой актёр».
В 1984 году он был номинирован на «Лучший молодой актёр» в серии «Комедия» для Вебстера и проиграл Рику Шредеру из серебряных ложек. В 1985 году он был номинирован на ту же награду, но награда отправилась Билли Джейну из It’s Not Easy. В 1986 году он был номинирован на роль «Лучший молодой актёр» в телевизионном сериале, который Marc Price выиграл за его выступление в «Family Ties». В 1987 году он был номинирован на эксклюзивное выступление юного актёра, играющего главную роль в телевизионной комедии или драматической серии, которую выиграл Кирк Кэмерон из Growing Pains.
Помимо «Вебстера», Эммануэль исполнил небольшие роли в таких фильмах как: «Лодка любви», «В доме», «Семейные вопросы», «Малькольм и Эдди» и «Мойша» (в эпизоде «Краткая история»). В 1985 году он снялся в телевизионном фильме «Потерянный в Лондоне», в котором снимался Бен Вереен. А также в «Новые приключения матушки» с Салли Струтерс.
Он основал свой собственный музыкальный лейбл под названием Emmanuel Lewis Entertainment. Он также является учеником Тэ-Бо Билли Блэнкса.

## Упоминания в поп-культуре
Он упоминается как Антихрист в песне 1996 года Fire Water Burn группы The Bloodhound Gang. В эпизоде мультсериала «Южный парк» 2009 года «The F Word» Эммануэль является главным редактором «Словаря Вебстера». Его часто сравнивают с Гэри Коулманом, звездой сериала Diff’rent Strokes.
В мультсериале Гриффины, во время заставки придуманного Питером в своей же голове ситкома «Мой чёрный сын», Эммануэль указывается в начальных титрах в качестве актёра, исполняющего роль сына.

## Фильмография
| Год       |    | Русское название       | Оригинальное название              | Роль                 |
| --------- | -- | ---------------------- | ---------------------------------- | -------------------- |
| 1983—1989 | с  | Уэбстер                | Webster                            | Уэбстер Лонг         |
| 1984      | с  | Лодка любви            | The Love Boat                      | Тимми Сомерс         |
| 1984      | тф | —                      | A Christmas Dream                  | Билли                |
| 1985      | тф | Потерявшийся в Лондоне | Lost in London                     | Дейви Уильямс        |
| 1985      | тф | Сон в летнюю ночь      | A Midsummer Night's Dream          | человеческий ребёнок |
| 1995      | тф | —                      | The New Adventures of Mother Goose | издатель             |
| 1998      | с  | Мойша                  | Moesha                             | Дэвид                |
| 2005      | с  | Один на один           | One on One                         | в роли самого себя   |
| 2007      | ф  | Танцуй до упаду        | Kickin' It Old Skool               | в роли самого себя   |